# Gu Xiaoli
Gu Xiaoli (en chino: 顧曉黎; Pulandian, 28 de marzo de 1971) es una deportista china que compitió en remo.
Participó en dos Juegos Olímpicos de Verano, obteniendo una medalla de bronce en Barcelona 1992 (doble scull), y el quinto lugar en Atlanta 1996 (cuatro scull). Ganó una medalla de oro en el Campeonato Mundial de Remo de 1993, en la prueba de cuatro scull.

## Palmarés internacional
| Juegos Olímpicos   | Juegos Olímpicos         | Juegos Olímpicos  | Juegos Olímpicos |
| Año                | Lugar                    | Medalla           | Prueba           |
| ------------------ | ------------------------ | ----------------- | ---------------- |
| 1992               | Barcelona (España)       | Medalla de bronce | Doble scull      |
| Campeonato Mundial |                          |                   |                  |
| Año                | Lugar                    | Medalla           | Prueba           |
| 1993               | Račice (República Checa) | Medalla de oro    | Cuatro scull     |